# Willy Kükenthal
Willy Kükenthal, född 4 augusti 1861, död 22 augusti 1922, var en tysk zoolog. Han var bror till Georg Kükenthal.
Kükenthal blev 1889 professor i Jena, 1898 i Breslau, och 1917 professor och direktor för zoologiska museet i Berlin. Han behandlade i sina arbeten främst valar och 8-armade koralldjur från såväl anatomiskt-systematiska som utvecklingshistoriska synpunkter samt utgav den mycket använda läroboken Leitfaden für das zoologische Praktikum (1898, flera senare upplagor). Kükenthal grundlade även den omfattande handboken Handbuch der Zoologie (1923 ff., senare fortsatt av Thilo Krumbach). Han blev ledamot av Kungliga Vetenskaps-Societeten i Uppsala 1911 och av Kungliga Vetenskaps- och Vitterhetssamhället i Göteborg 1919.